# Matteo Nuti
Matteo Nuti, (ou Matteo Nuzi, ou encore Matteo da Fano) (né à Colfiorito aux environs de 1405 – mort à Fano en 1470), est un architecte italien.

## Biographie
Matteo Nuti est né à Colfiorito, près de Nocera Umbra et Foligno dans l'Ombrie, vers 1405, fils de Nuccio di Vagnolo Nuti; il se marie deux fois, d'abord à Ludovica di Giovanni dalle Campane, puis à Michelina dont il a deux enfants, Ludovica et Ludovico. 
Il travaille comme constructeur et architecte et déménage à Fano, où il ouvre un atelier. 
Des documents historiques informent qu'en 1423  il est actif à la cour Malatesta de Fano, travaillant avec Berardo da Camerino, avec qui il collabore également les années suivantes en 1434 au Palazzo del Podestà et en 1440 à San Severino Marche. 

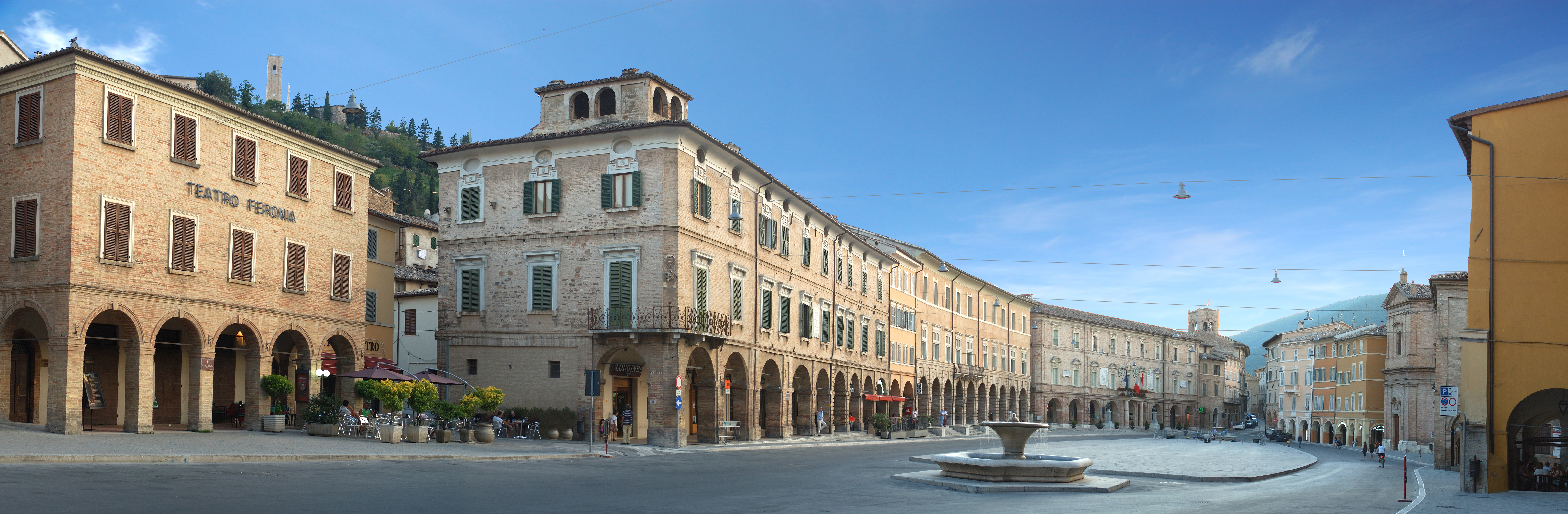
San Severino Marche

En 1434, il travaille probablement dans l'église de San Giuliano in Fano et collabore à la construction du tombeau de Pandolfo III dans l'église de San Francesco. 

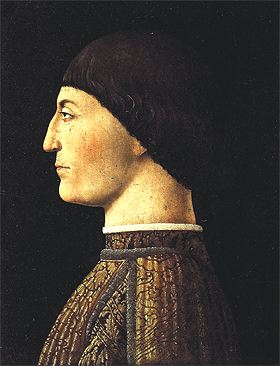
Sigismond Malatesta peint par Piero della Francesca

En 1437, il construit avec Cristoforo Foschi la nouvelle tour de la Sacca, sur la rivière Metauro et l'année suivante, il participe, toujours avec Cristoforo Foschi, aux travaux du Castel Sismondo à Rimini. 
Dans la première moitié du XVe siècle, sous Pandolfo III et son fils Sigismond Malatesta, de vastes rénovations sont effectuées sur le palais Malatesta de Fano, et parmi ces architectes actifs, il y a Matteo Nuti, avec son frère Giovanni et Cristoforo Foschi. 
Au cours de ces années, Nuti entreprend de nombreux travaux, notamment en 1443 - 1444, sur la porte de San Leonardo et sur le nouveau pont en bois sur le Metauro. 

Ses interventions d'amélioration, toutes à des fins militaires, de la forteresse de Fano s'avérent importantes, des tours aux murs, aux douves et aux autres châteaux de la famille Malatesta, dans les années entre 1438 et 1445 .

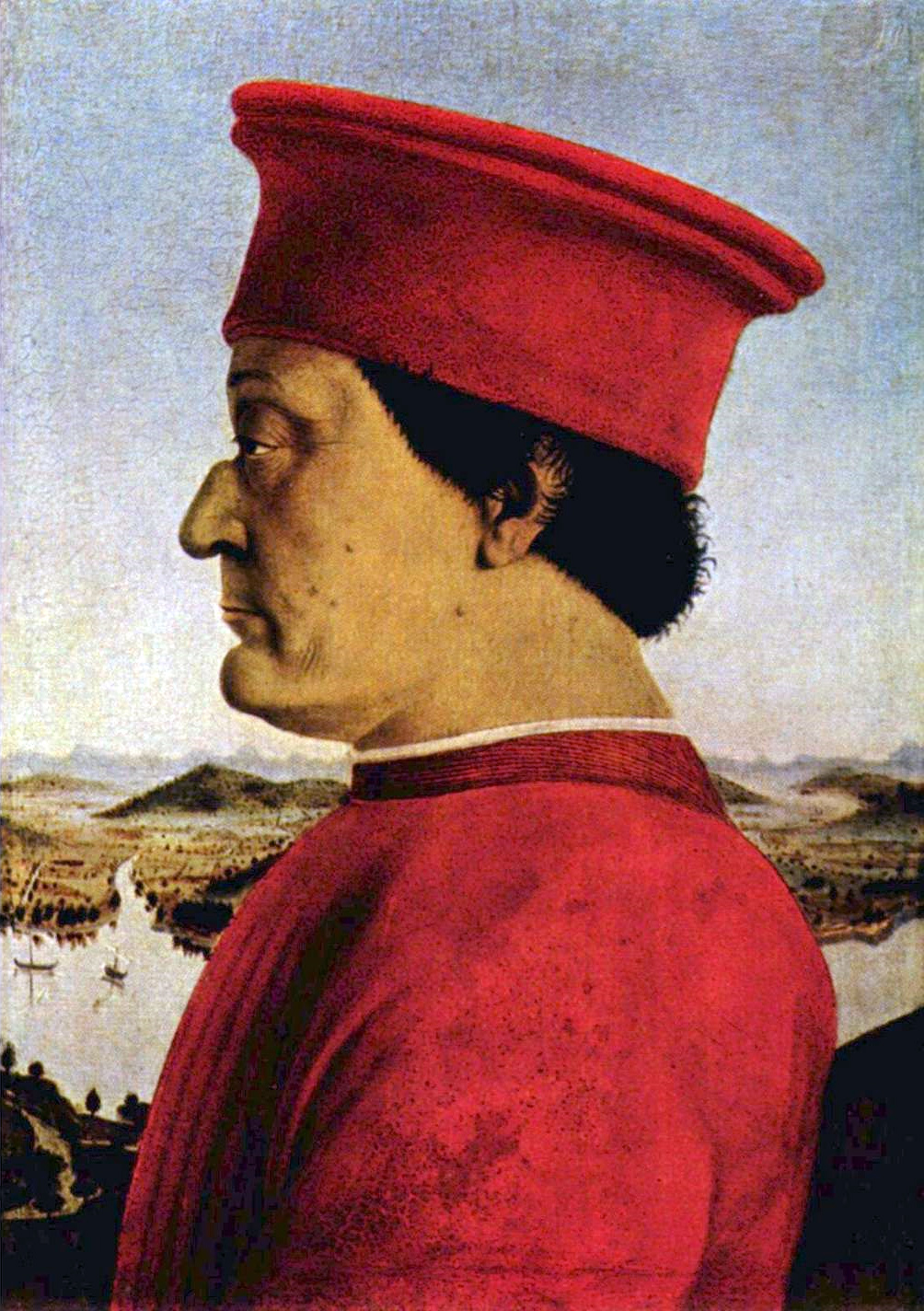
Federico da Montefeltro peint par Piero della Francesca

. De 1448 à 1454, Nuti, son frère et Foschi travaillent à l’agrandissement de la bibliothèque franciscaine de Cesena (Bibliothèque Malatestiana), grâce à l'aide de Domenico Malatesta Novello et ce travail s'avère être le plus significatif de Matteo Nuti: inspiré par l’œuvre de Michelozzo (1444), dans le couvent de San Marco à Florence, celle-ci se caractérise par un plan de la basilique à trois nefs et onze travées, divisé par des colonnes à chapiteaux de formes diverses, pour les étages, le portail et la porte, considérés comme des joyaux de l'art et de l'architecture de la Renaissance.
Au cours de ces six années à Cesena, Matteo Nuti améliore les défenses urbaines de la ville. 
Après la chute des Malatesta en 1463 provoquée par Frédéric III de Montefeltro, Nuti est chargé de reconstruire la zone de Porta Maggiore, entre 1464 et 1469. 
Après que le pouvoir à Fano soit passé entre les mains du gouvernement papal, à partir de 1463, Matteo Nuti reçoit le poste de superviseur des défenses de la ville pour lequel il entreprend dans les dernières années de sa vie, en adaptant les défenses de Fano, Cesena et Ronciglione, réalisant, entre autres, la précieuse tour ronde de la Rocca Malatestiana à Cesena,.
Matteo Nuti est mort, probablement à Fano, en 1470.    

## Galerie

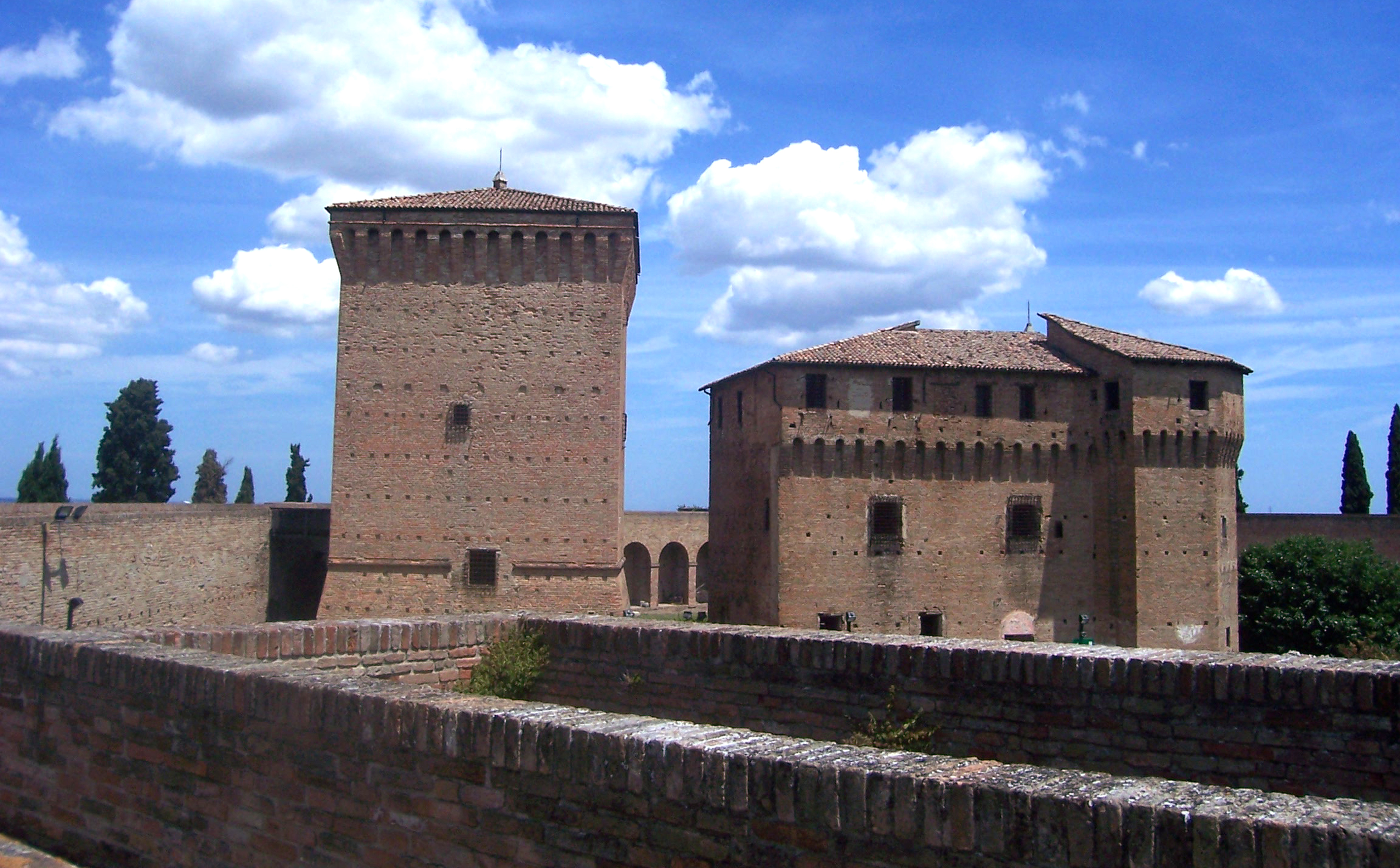
Forteresse des Malatesta de Cesena
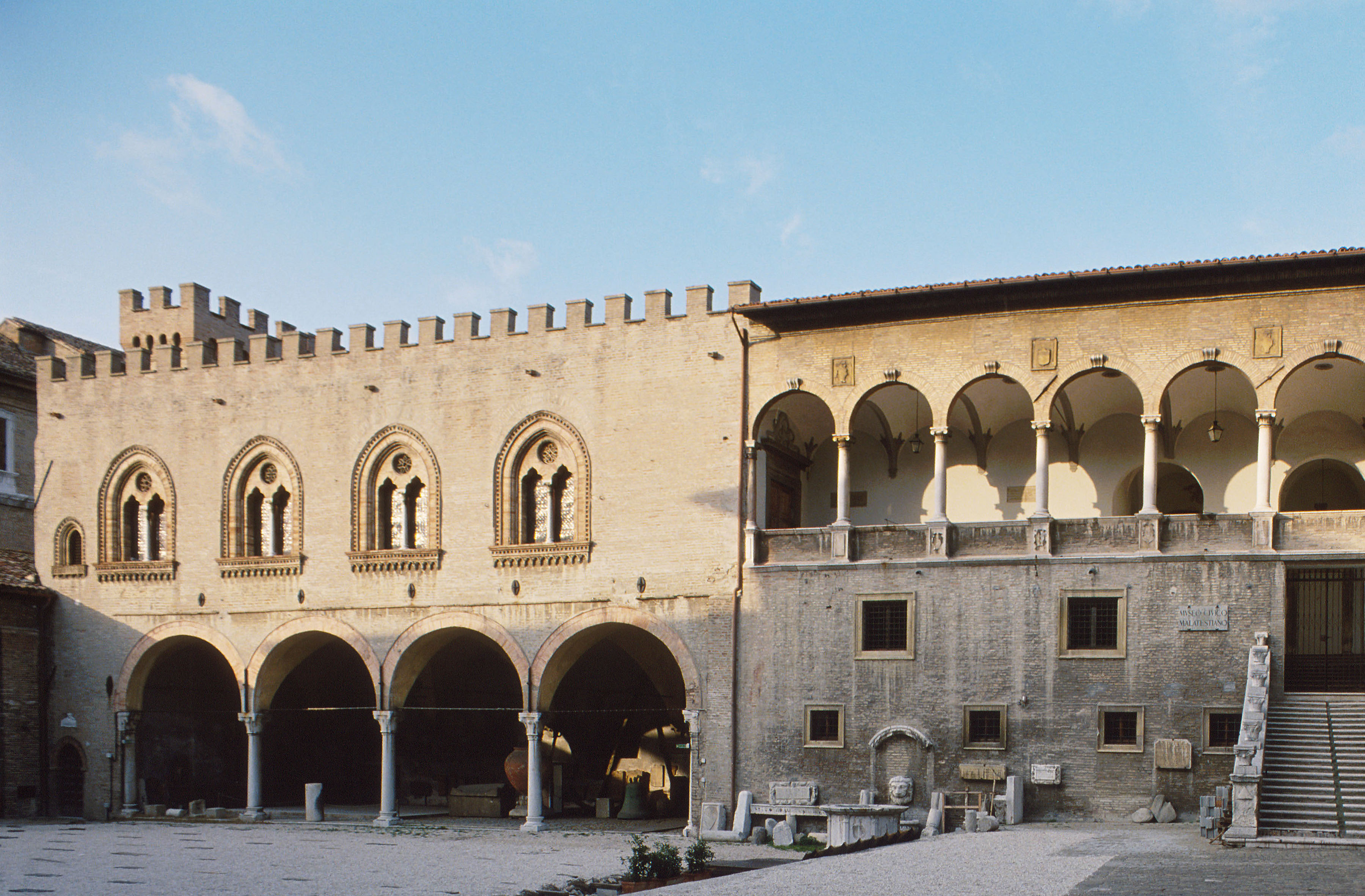
Palais des Malatesta de Fano
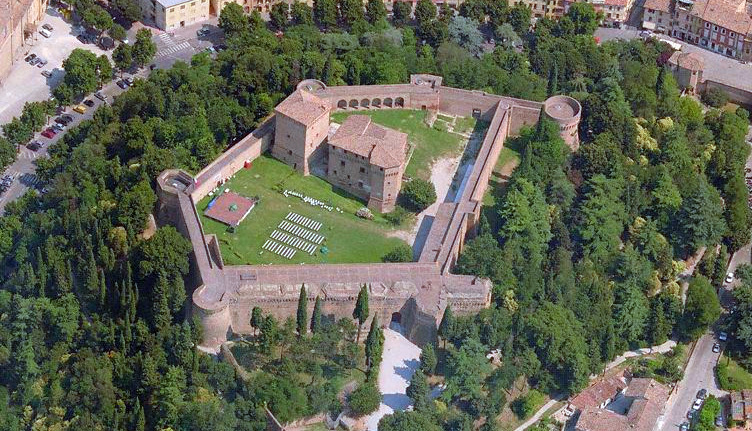
Forteresse des Malatesta de Cesena
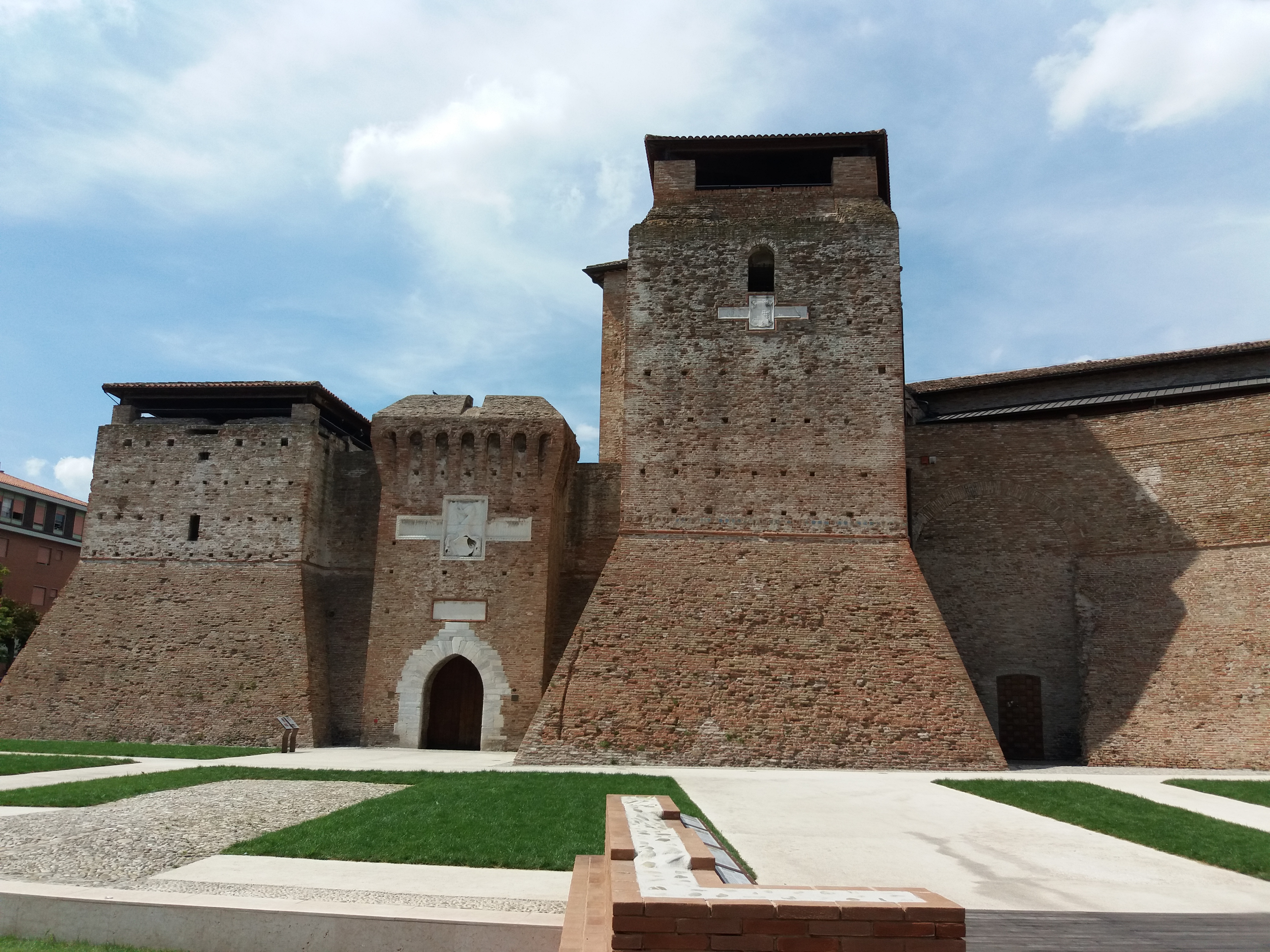
Château Sismondo de Rimini
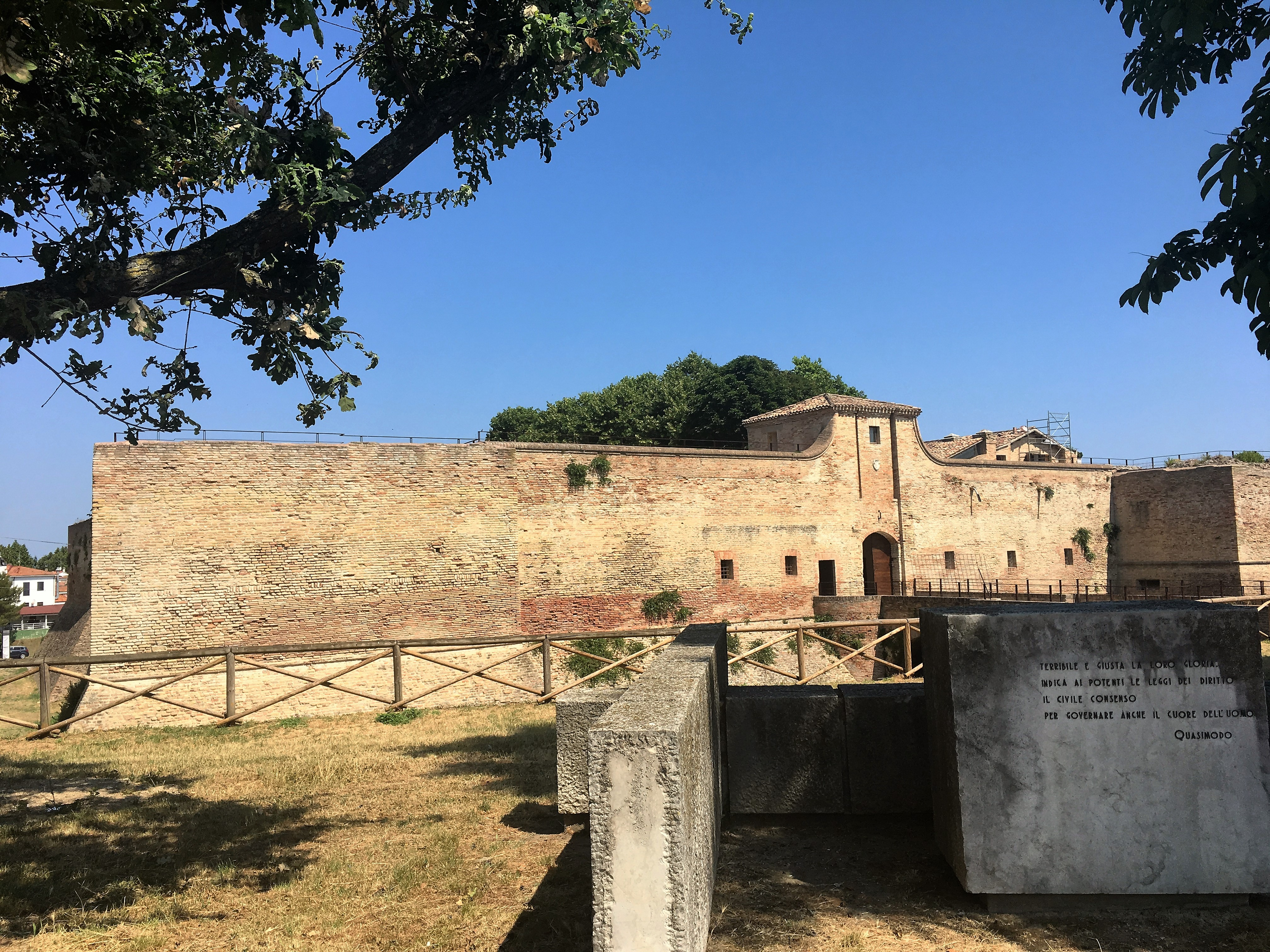
Forteresse des Malatesta de Fano
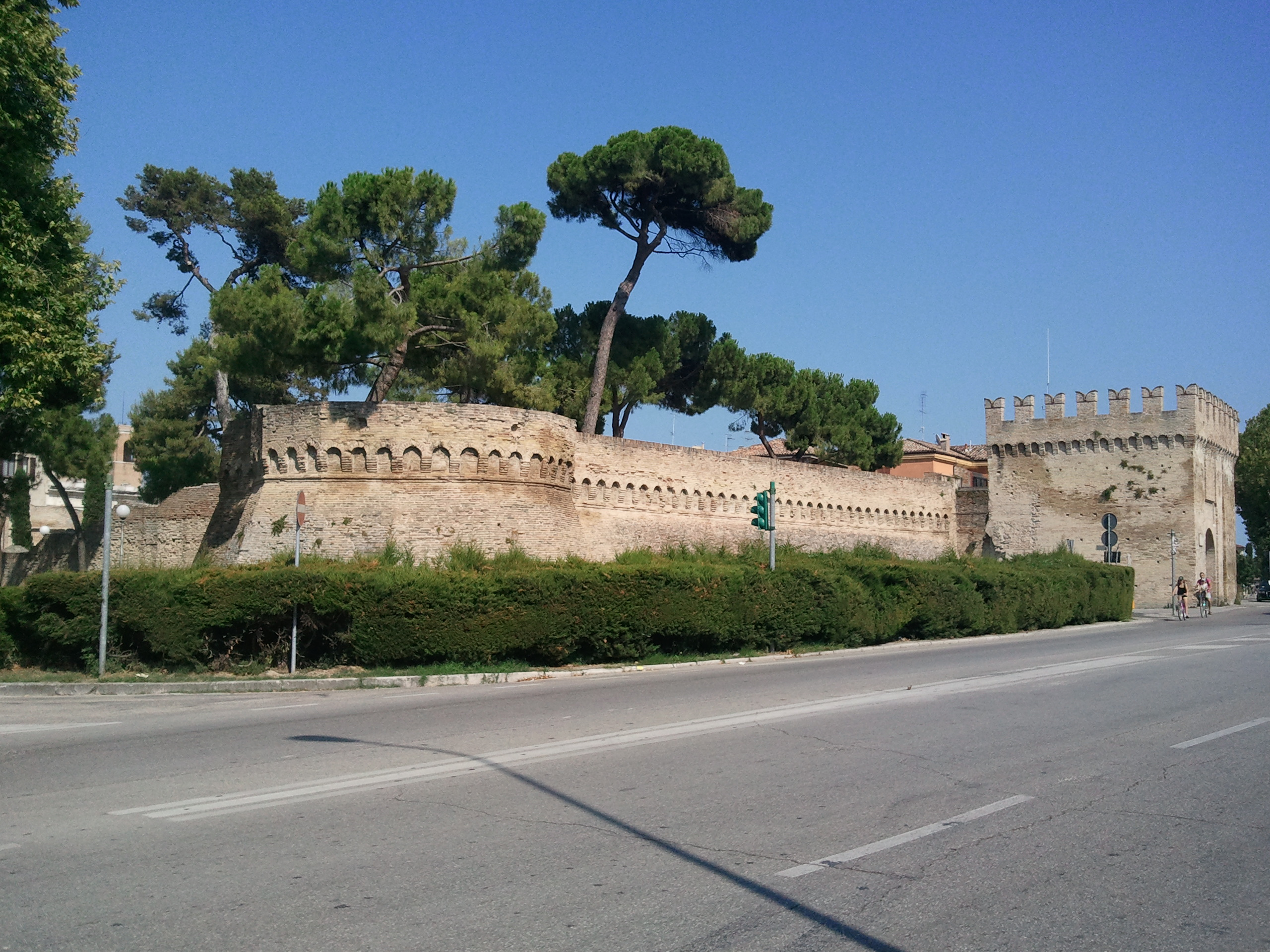
Murs de la Porta Maggiore di Fano
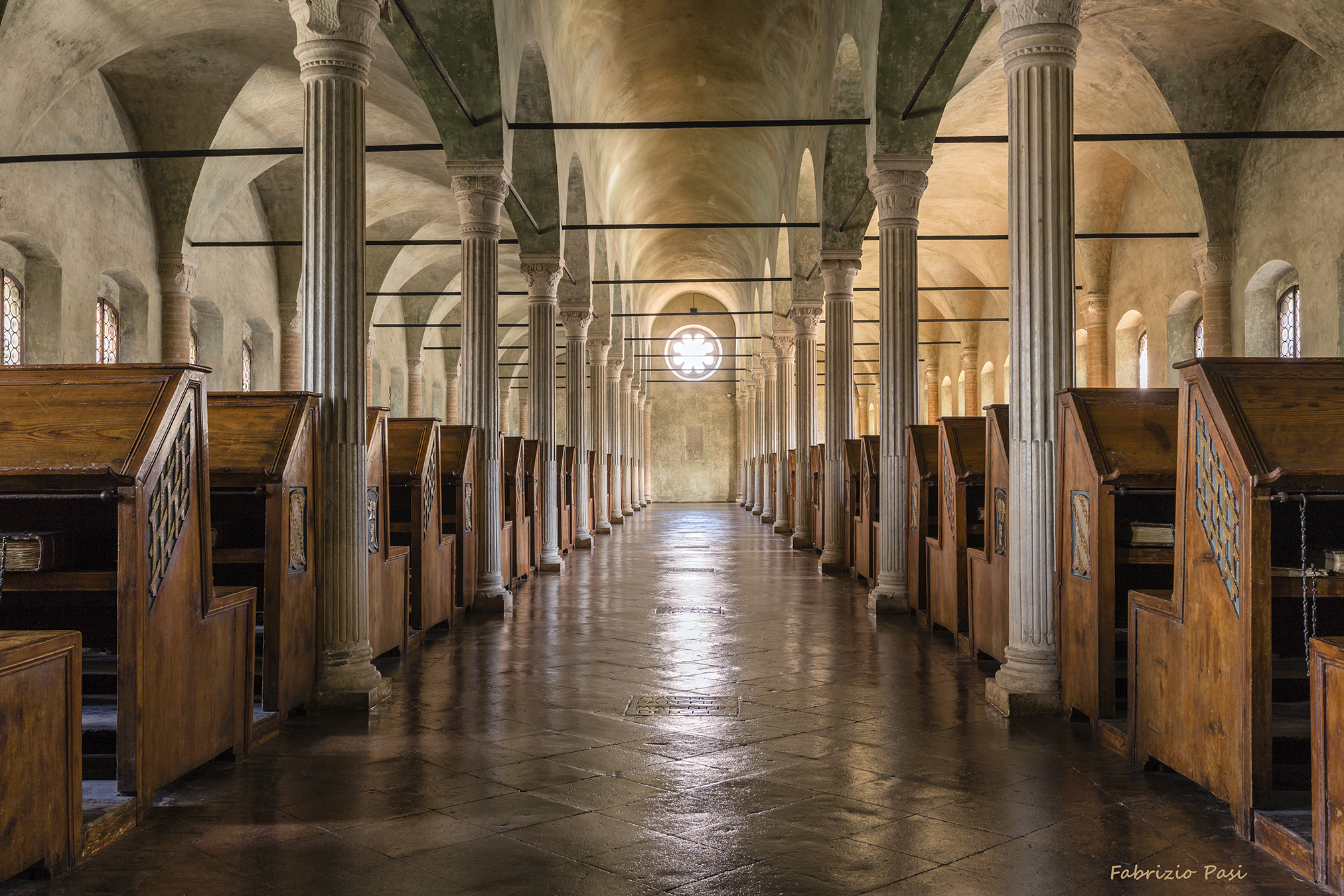
Salle Nuti de la Bibliothèque des Malatesta de Cesena

## Œuvre
- Église de San Giuliano in Fano (1434);
- Tombe de Pandolfo III dans l'église de San Francesco à Fano (1434);
- Nouvelle tour de la Sacca, sur la rivière Metauro (1437);
- Castel Sismondo à Rimini (1438);
- Porte de San Leonardo in Fano (1443-1444);
- Nouveau pont en bois sur le Metauro (1443-1444);
- Forteresse Malatesta à Fano (1438-1445);
- Tours, murs, douves et autres châteaux de la famille Malatesta (1438-1445);
- Bibliothèque Malatesta à Cesena (1448-1454);
- Zone de Porta Maggiore à Fano (1464-1469).